# Porzellanstraße
Porzellanstraße ist der Name zweier touristischer Straßen in Bayern und in Thüringen, bei denen der Werdegang von Porzellan im Mittelpunkt steht. Es ist ein von privaten Vereinen entwickeltes Marketingkonzept. 2015 wurde das Konzept ausgeweitet und in einer Kooperation des Freistaats Bayern und der Tschechischen Republik eine Porzellanstraße International kreiert.

## Bayerische Porzellanstraße

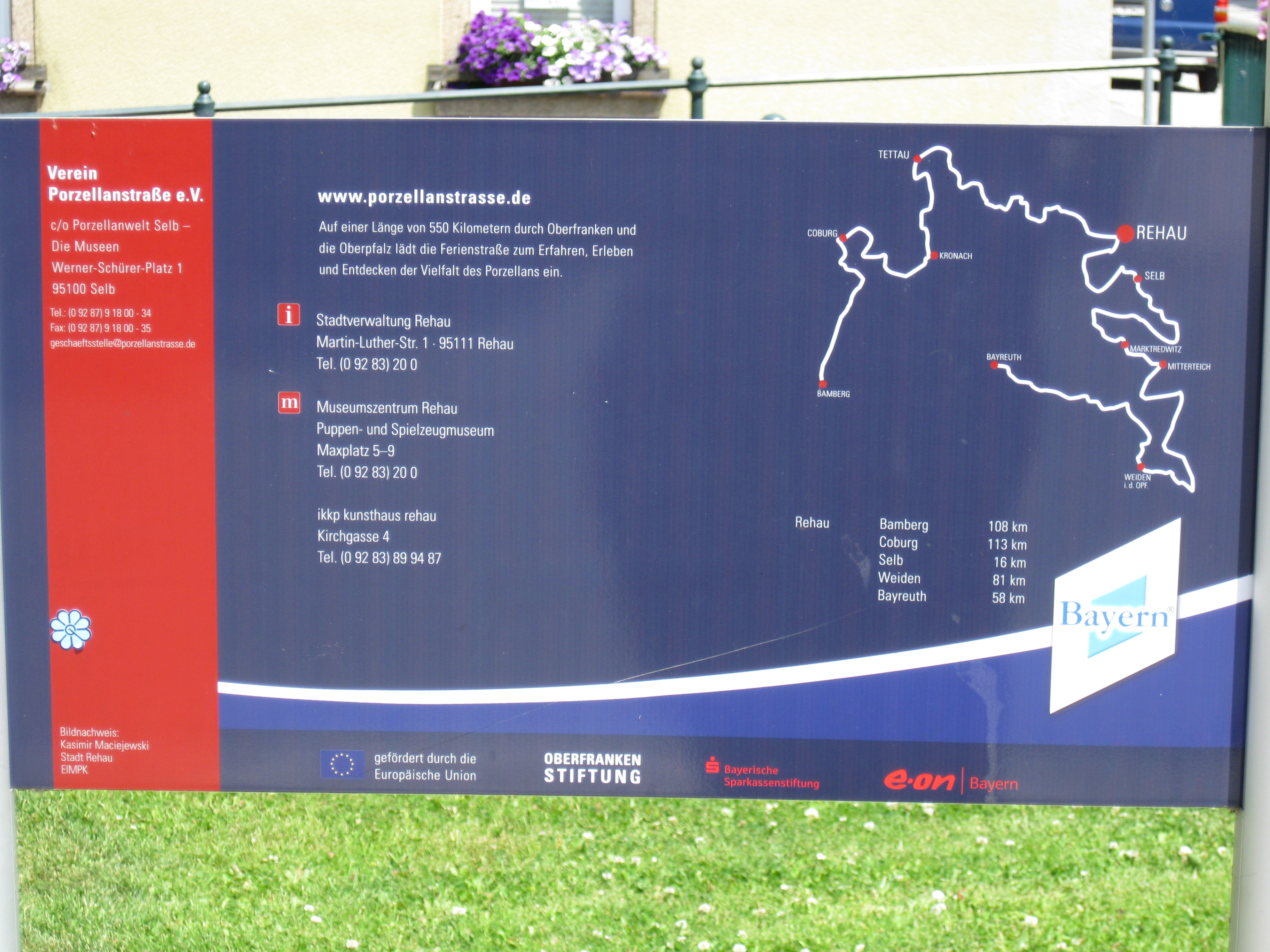
Karte der bayerischen Porzellanstraße in Rehau

Eine touristische „Porzellanstraße“ wurde im Januar 2003 in Nordostbayern eröffnet. Initiator war der 1996 gegründete Verein Porzellanstraße e. V. in Selb. Er will laut Satzung „die Aufmerksamkeit in- und ausländischer Touristen auf das Produkt Porzellan in all seinen Variationen sowie auf die reizvolle Landschaft lenken, in der die Produktionsstätten liegen“.

### Orte
An der 550 km langen Porzellanstraße liegen folgende Ortschaften:
| - Bayreuth (Walküre Porzellan) - Speichersdorf (Rosenthal) - Kemnath - Erbendorf (Seltmann Weiden) - Krummennaab (Seltmann Weiden) - Windischeschenbach (Eduard Haberländer, Porzellanfabrik Oscar Schaller & Co. Nachf.) - Wurz - Neustadt an der Waldnaab - Weiden in der Oberpfalz (Seltmann Weiden, Bauscher) - Waldau (Vohenstrauß) - Vohenstrauß (Johann Seltmann Vohenstrauß) - Waldthurn - Floß - Plößberg - Tirschenreuth (Keramische Werke Zehendner & Co., Porzellanfabrik Tirschenreuth AG.) - Falkenberg (Oberpfalz) - Wiesau (Porzellanfabrik Reinhard Wolfram) - Mitterteich (Porzellanfabrik Mitterteich AG., Rieber Porzellan) - Waldershof (Johann Haviland, Rosenthal) - Marktredwitz (Jäger & Co., Thomas Porzellan) - Wunsiedel (Retsch Arzberg) - Röslau - Thiersheim (Rieber Porzellan) - Arzberg (Oberfranken) (Carl Auvera Porzellan, C.M. Hutschenreuther Arzberg, Porzellanfabrik Carl Schumann AG., Porzellanfabrik Arzberg AG.) - Waldsassen (Bareuther & Co AG., Gareis Kühnl & Co AG.) - Schirnding (Porzellanfabrik Schirnding AG.) - Hohenberg an der Eger (C.M. Hutschenreuther, Dibbern Porzellan) - Selb (Heinrich Porzellan AG., Rosenthal, Lorenz Hutschenreuther, Paul Müller, Zeidler & Co., Rieber Porzellan, Krautheim & Adelberg) | - Schönwald (Bayern) (Porzellanfabrik Schönwald AG) - Marktleuthen (Porzellanfabrik Heinrich Winterling) - Kirchenlamitz (Winterling Porzellan) - Schwarzenbach an der Saale (Oscar Schaller & Co., Johann Kronester) - Rehau (Porzellanfabrik Zeh, Scherzer & Co.) - Oberkotzau - Hof (Saale) (Porzellanfabrik Moschendorf) - Selbitz (Oberfranken) - Naila - Tschirn - Steinbach am Wald - Ludwigsstadt (Knopf Porzellan) - Tettau (Königlich privilegierte Porzellanfabrik Tettau, Seltmann Weiden) - Schauberg (Tettau) - Buchbach (Steinbach am Wald) - Rothenkirchen (Pressig) - Pressig - Stockheim (Oberfranken) - Kronach - Küps (Lindner Porzellanfabrik KG) - Marktzeuln - Sonnefeld - Rödental (Goebel Porzellan GmbH) - Coburg - Untersiemau - Lichtenfels (Oberfranken) - Bad Staffelstein, Kaiser (Porzellan) - Bamberg |

## Thüringer Porzellanstraße

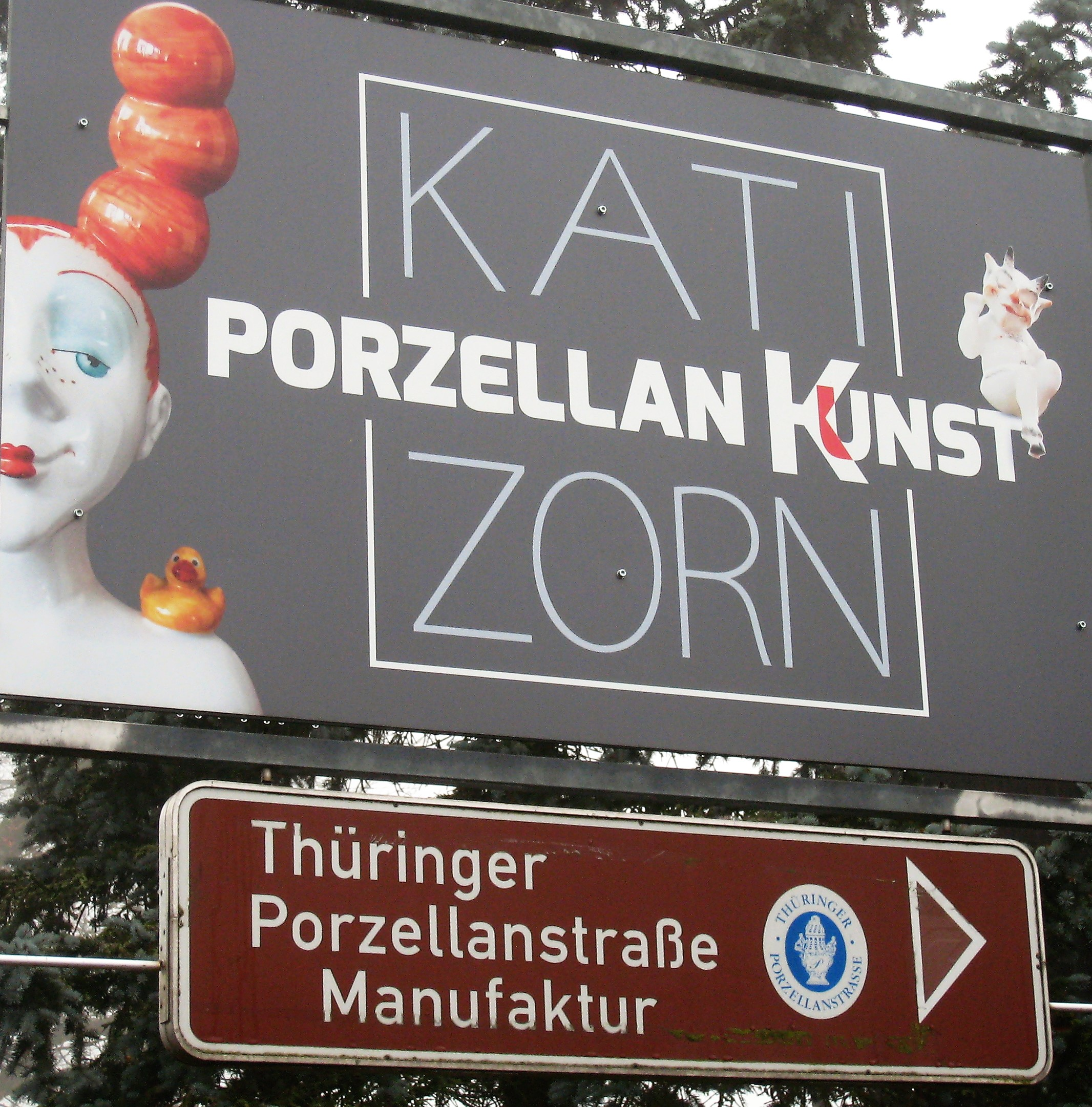
Straßenschild und Manufaktur im thüringischen Cursdorf

Auch durch weite Teile Ost- und Südthüringens führt eine touristische Porzellanstraße. Diese wurde vom 1992 gegründeten Förderverein Thüringer Porzellanstraße e. V., der heute seinen Sitz auf der Leuchtenburg hat, initiiert. Auch hier wird in zahlreichen Porzellanmanufakturen, Betrieben und Museen der Werdegang des Weißen Goldes gezeigt. Die Beschilderung der 340 km langen Strecke wurde 1999 vorgestellt. An den Verkehrswegen markiert ein braunes Schild mit Logo und weißer Schrift die Thüringer Porzellanstraße.

### Orte
Die folgende alphabetische Liste der Orte an der Thüringer Porzellanstraße erhebt keinen Anspruch auf Vollständigkeit:
| - Bad Blankenburg - Blankenhain (Weimarer Porzellanmanufaktur) - Bücheloh - Burgau (Jena) (Porzellan-Manufaktur Burgau a.d. Saale Ferdinand Selle) - Cursdorf - Eisenberg (Porzellanfabrik Wilhelm Jäger) - Eisfeld - Freienorla - Gehren - Gotha (Porzellanfabrik Gebrüder Simson, Porzellanfabrik Fritz Pfeffer, Porzellanfabrik Ilse Pfeffer, Porzellanmanufaktur Gotha) - Gräfenhain (Simon & Halbig) - Großbreitenbach - Gumperda - Hermsdorf siehe auch Reichenbach - Hoheneiche - Ilmenau (Graf von Henneberg Porzellan, Porzellanfabrik Arno Fischer, Porzellanfabrik Galluba & Hofmann, Porzellanfabrik Metzler & Ortloff) siehe auch Bücheloh, Gehren, Langewiesen - Jena siehe auch Burgau - Kahla (Porzellanmanufaktur Kahla/Thüringen GmbH) | - Katzhütte (Porzellanfabrik Hertwig & Co.) - Kolkwitz - Königsee siehe auch Unterköditz - Könitz (Könitz Porzellan) - Kranichfeld - Langewiesen (Porzellanfabrik Schlegelmilch) - Lichte siehe auch Oberlichte, Wallendorf - Limbach (Limbach AG) - Lippelsdorf Wagner & Apel Porzellan - Limbach - Martinroda - Neuhaus siehe auch Lichte, Limbach, Oberlichte, Scheibe-Alsbach, Wallendorf - Neustadt an der Orla - Oelze - Oberlichte (Lichte Porzellan) - Ohrdruf (Bähr & Pröschild) siehe auch Gräfenhain - Plaue (Porzellanmanufactur Plaue) - Pößneck - Ranis - Rauenstein (Porzellanfabrik Rauenstein) - Reichenbach (Porzellanmanufaktur Reichenbach) - Reichmannsdorf - Reinstädt | - Rudolstadt (Rudolf Kämmer Porzellanmanufaktur GmbH) siehe auch Scheibe-Alsbach, Teichröda, Volkstedt - Saalfeld siehe auch Hoheneiche, Reichmannsdorf, Taubenbach - Scheibe-Alsbach (Porzellanmanufaktur Scheibe-Alsbach) - Schwarzburg - Seitenroda - Sitzendorf - Stadtilm - Stadtlengsfeld (Porzellanmanufaktur Lengsfeld) - Taubenbach (Porzellanfabrik Carl Moritz) - Teichröda - Triptis (Eschenbach Porzellan Group – Neue Porzellanfabrik Triptis GmbH) - Uhlstädt siehe auch Kolkwitz - Unterköditz - Unterweißbach (Unterweißbacher Werkstätten für Porzellankunst) - Unterwellenborn siehe auch Könitz - Veilsdorf (Porzellanwerk Kloster Veilsdorf) - Volkstedt (Aelteste Volkstedter Porzellanmanufaktur, Müller & Co., Rudolf Kämmer Porzellanmanufaktur) - Wallendorf (Wallendorfer Porzellanmanufaktur) |